# کلیوچوویه (استان آمور)
کلیوچوویه (به لاتین: Klyuchevoye) یک منطقهٔ مسکونی در روسیه است که در استان آمور واقع شده‌است.